# نهضة الأمم:عروش وطنيات
نهضة الأمم: عروش وطنيات (بالإنجليزية: Rise of Nations: Thrones and Patriots)‏ هي لعبة فيديو من نوع إستراتيجية الوقت الحقيقي، صدرت في عام 2004، وهي متوفرة على أجهزة مايكروسوفت ويندوز وماك أو إس عشرة. اللعبة من تطوير بيج هيوج جيمز ومن نشر مايكروسوفت جيم ستوديوز.